# Herman te Riele
Hermanus Johannes Joseph te Riele (Haia, 5 de janeiro de 1947) é um matemático neerlandês.

## Publicações selecionadas
- A.M. Odlyzko and H.J.J. te Riele, "Disproof of the Mertens conjecture", Journal für die reine und angewandte Mathematik 357 (1985), 138–160.
- J. van de Lune, H.J.J. te Riele and D.T. Winter, "On the zeros of the Riemann zeta function in the critical strip", IV, Math. Comp. 46 (1986), 667-681.
- H.J.J. te Riele, "On the difference π(x) − Li(x)", Math. Comp. 48 (1987), 323–328.
- Thorsten Kleinjung, Kazumaro Aoki, Jens Franke, Arjen Lenstra, Emmanuel Thomé, Joppe Bos, Pierrick Gaudry, Alexander Kruppa, Peter Montgomery, Dag Arne Osvik, Herman te Riele, Andrey Timofeev and Paul Zimmermann, "Factorization of a 768-bit RSA modulus", pp. 333–350 in: T. Rabin (ed.), Proceedings of Advances in Cryptology - CRYPTO 2010, Springer, 2010.